# Línea 102 (Buenos Aires)
La línea 102 es una línea de colectivos de la ciudad de Buenos Aires. Une los barrios de Barracas y Palermo. 
La empresa operadora de la línea es "Transporte Sargento Cabral", y su administración está en la calle Rocha 1319.

## Recorrido
- - Desde Av Berro adolfo,entre Av Sarmiento y Av Casares por Av Adolfo Berro, Av Casares, Av Del Libertador, Sánchez de Bustamante, Av Gral Las Heras, Av Callao, Guido, Uruguay, San José, Av Brasil, Gral Hornos, Dr Enrique Finochietto, Av Manuel Montes de Oca, Magallanes, Av Regimiento de Patricios hasta Rocha.

- - Desde Av Regimiento de Patricios y Rocha por Rocha, Av Manuel Montes de Oca, Bernardo de Irigoyen, Av Juan de Garay, Lima este, Av Brasil Norte, Lima oeste, Constitución, Pte Luis Sáenz Peña, Paraná, Vicente López, Junín, Av Gral Las Heras, Ortiz de Ocampo, Av Pte Figueroa Alcorta, Av Sarmiento, Av Berro adolfo ,donde estaciona.

## Paradas
Esta línea posee 35 paradas desde Av. Montes De Oca 1230 hasta Av. Sarmiento Y Av. Adolfo Berro. A continuación, todas las paradas.

### Barracas
Av. Montes De Oca 1230, Av. Montes De Oca 1119, Av. Montes De Oca 868, Av. Montes De Oca 616, Av. Montes De Oca 304, Av. Montes De Oca 40 - Htal. Gral. De Niños "Pedro Elizalde" 

### Constitución
Plaza Constitución A Palermo, Constitución 1289, Constitución 1491, Presidente Luis Sáenz Peña 1010, Presidente Luis Sáenz Peña 816

### Montserrat
Presidente Luis Sáenz Peña 622, Presidente Luis Sáenz Peña 448, Presidente Luis Sáenz Peña 136

### Microcentro
Paraná 99, Paraná 257, Paraná 385, Paraná 543, Paraná 661 

### Recoleta
Paraná 883, Paraná 1067, Paraná 1293, Vicente López 1791, Vicente López 1933, Av. Gral. Las Heras 2089, Av. Gral. Las Heras 2295, Av. Gral. Las Heras 2693

### Palermo Chico
Av. Gral. Las Heras 2843, Av. Gral. Las Heras 3096 

### Palermo
Av. Ortiz De Ocampo 2655, Av. Ortiz De Ocampo 2839, Av. Ortiz De Ocampo 3000, Av. Pres. Figueroa Alcorta Y Jerónimo Salguero, Av. Pres. Figueroa Alcorta Y Av. Casares, Av. Sarmiento Y Av. Adolfo Berro.